# 汤口路
汤口路，安徽省合肥市的一条“几”字形干道，得名自黄山风景区的南大门汤口镇。道路起自经开区境内的始信路，环绕肥西县城区的北侧与西侧后止于独秀园路正接深圳路，其中方兴大道以南部分亦称杭埠河大道。沿路有合肥工贸高级技工学校、安徽绿海商务学院、安徽大学磬苑校区、繁华公园、肥西经济开发区桃花潭小学、桃花潭公园、安师大附小华南城校区、紫云湖公园、祥源花世界旅游度假区等。

## 轨道交通
- █ 4号线：紫云湖站
- █ 3号线：馆驿站